# Groupe du Parti républicain de la liberté (Conseil de la République)
Pour les articles homonymes, voir Groupe du Parti républicain de la liberté.
Le groupe du Parti républicain de la liberté (PRL) est un ancien rassemblement parlementaire français ayant existé au Conseil de la République entre 1946 et 1953.
Fondé en 1946, il rassemble des conseillers de la République et sénateurs adhérents au Parti républicain de la liberté sous les trois premiers triennats de la chambre haute. Il est rattaché au groupe des républicains indépendants à partir de 1948.

## Historique
Le groupe du Parti républicain de la liberté est officiellement fondé au Conseil de la République le 26 décembre 1946 par dix membres de la chambre haute du Parlement. Apparenté au groupe des républicains indépendants, il est constitué à nouveau le 23 novembre 1948 par 12 conseillers de la République et le 4 juin 1952 par 11 sénateurs,,.
Alors que la session extraordinaire est déclarée close au 7 janvier 1953, le groupe du Parti républicain de la liberté n’apparaît plus dans les nouvelles listes électorales des membres des groupes politiques remises au président du Conseil de la République le 12 janvier,.

## Organisation

### Présidence
| Président       | Triennat  | Mandat                              | Autre fonction exercée simultanément                                                   |
| --------------- | --------- | ----------------------------------- | -------------------------------------------------------------------------------------- |
| Georges Pernot, | 1946-1948 | 26 décembre 1946 — 15 novembre 1948 | Conseiller de la République (1946-1948), puis, sénateur (1948-1958), élu dans le Doubs |
| Georges Pernot, | 1948-1952 | 23 novembre 1948 — 2 juin 1952      | Conseiller de la République (1946-1948), puis, sénateur (1948-1958), élu dans le Doubs |
| Georges Pernot, | 1952-1955 | 4 juin 1952 — 7 janvier 1953        | Conseiller de la République (1946-1948), puis, sénateur (1948-1958), élu dans le Doubs |

### Affiliations au groupe
Initialement, les adhésions partisanes personnelles font l’objet d’une publication au Journal officiel au sens d’une motion adoptée par le Conseil de la République le 24 décembre 1946 qui permet d’établir une commission du règlement proportionnellement au poids politique de chaque groupe de la chambre. Elles sont ensuite publiées d’après l’article 16 du règlement en 1948, puis, l’article 9 en 1952.

## Chronologie
| Triennat  | Création         | Intitulé de groupe                        | Intitulé de groupe | Adhésion à un autre groupe | Adhésion à un autre groupe           | Composition | Composition | Composition | Position | Position |
| Triennat  | Création         | Dénomination                              | Abréviation        | Type                       | Groupe relié                         | Membres     | Apparentés  | Rattachés   | Poids    | Rang     |
| --------- | ---------------- | ----------------------------------------- | ------------------ | -------------------------- | ------------------------------------ | ----------- | ----------- | ----------- | -------- | -------- |
| 1946-1948 | 26 décembre 1946 | Groupe du Parti républicain de la liberté | PRL                |                            |                                      | 10          | 0           | 0           | 10 / 260 | 6e       |
| 1948-1952 | 23 novembre 1948 | Groupe du Parti républicain de la liberté | PRL                | Rattachement administratif | Groupe des républicains indépendants | 10          | 2           | 0           | 12 / 281 | 8e       |
| 1952-1955 | 4 juin 1952      | Groupe du Parti républicain de la liberté | PRL                | Rattachement administratif | Groupe des républicains indépendants | 8           | 3           | 0           | 11 / 315 | 8e       |